# Присканці
При́сканці, при́сканець (одн.) — традиційна страва української кухні у вигляді коржиків розміром 5—6 мм завтовшки, добре пропечені, политі маслом, сметаною, медом, варенням чи посипані цукровою пудрою. Нагадують оладки, можуть розглядатися як різновид млинців.

## Походження назви
Отримали назву за те, що готувалися на олії (наливали у великий кількості й доводили майже до кипіння), що в процесі смаження прискалася навсібіч. Зазвичай готувалися на день Святого архістратига Михайла 8 (за юліанським) 21 листопада.

## Приготування
У теплому молоці розчиняють цукор, сіль, дріжджі, додають борошно, яйця й перемішують до утворення однорідної маси, щоб не було грудочок. У тісто додають начинку з фруктів (шоколаду та ін.) чи готують без неї, перемішують, дають тісту підійти, а потім смажать у киплячій олії, що додають перед тим. Подають присканці зі сметаною, ряжанкою, гуслянкою, молоком, конфітюром, варенням, медом. Перед тим посипають цукровою пудрою.

## Види
- присканці дріжджові
- присканці гречані
- присканці з яблуками
- присканці ягідні
- присканці сирні
- присканці картопляні
- присканці гарбузові